# Gacha game
I Gacha game sono videogiochi che includono la meccanica dei Gachapon (macchinette che distribuiscono piccole capsule con un giocattolo casuale al suo interno). Il sistema è simile a quello tipico delle loot box, che induce i giocatori a spendere la valuta del gioco per ricevere oggetti casuali virtuali. La maggior parte di questi giochi fanno parte della piattaforma Mobile, nei quali viene incentivata la spesa di valuta reale.
Il modello dei giochi gacha divenne popolare nei primi anni del 2010, in particolar modo in Giappone. Infatti, quasi tutti i giochi più ricorrenti del Paese ne fanno uso, ed è diventata parte integrante della cultura giapponese videoludica. Inoltre, la meccanica gacha sta ricevendo particolari attenzioni da Paesi esteri, ne sono esempi la Cina e la Corea del Sud.

## Modello e caratteristiche
In questi giochi vi sono molto spesso numerosi personaggi, carte o altri oggetti che il giocatore può sbloccare, la cui maggior parte è ottenibile solo tramite il sistema gacha. Ciò permette ai giocatori di sfruttare dei tentativi (anche chiamati "pull" o "spin", analogo alle slot machine) utilizzando una quantità specifica di valuta virtuale, ed infine sbloccare casualmente uno degli oggetti sopraccitati. Solitamente, alcuni gacha sono limitati, questo vuol dire che determinati oggetti possono essere ottenuti solo durante un certo periodo di tempo. A seguito di ciò alcuni premi hanno meno possibilità di essere trovati, costringendo il giocatore a tentare la fortuna più e più volte affinché avvenga il risultato desiderato.
Le pull sono di solito essenziali affinché il giocatore possa continuare la propria partita. I giocatori possono persino ricevere la possibilità di utilizzare una o più pull gratuitamente, ma dovranno pagare per poterne fare altre. Questi giochi possono offrire varie tipologie di pull, in gergo chiamati banner, che possono dare oggetti unici e differenti l'uno dall'altro.
Il modello dei gacha games è stato spesso associato a quello dei giochi di carte collezionabili e al gioco d'azzardo.

## Interesse
Le case di sviluppo di videogiochi hanno lodato i gacha games come strategia per guadagnare. Infatti, molti sviluppatori che si occupano principalmente della creazione di videogiochi free-to-play raccomandano di assimilarne il sistema in quest'ultimi, in quanto giudicato come massimo esponente di profitto nei giochi di questo tipo.
Si è inoltre discusso più volte cosa crei dipendenza nei gacha games tra i giocatori. Alcuni credono che questi generino il desiderio di sbloccare quanti più oggetti possibile, allo stesso modo con le collezioni intere e complete. Altri ancora credono che la semplice replica del brivido del gioco d'azzardo porti i giocatori a tornare a giocare.

## Critiche e controversie
Nel maggio 2012, su un giornale conservatore giapponese, lo Yomiuri Shinbun, venne pubblicato un articolo che ha criticato i giochi online ma più specificatamente i gacha games per lo sfruttamento dell'ingenuità dei bambini per trarne guadagno. Ciò su cui l'articolo si concentrò di più è sul fatto che il modello dei gacha è molto simile al gioco d'azzardo. Il giornale richiese un'investigazione alla Japan's Consumer Affairs Agency (agenzia responsabile della protezione dei consumatori in Giappone) al fine di prevenirne un abuso dal sistema stesso. Subito dopo, l'investigazione fu un successo e il modello dei gacha venne dichiarato illegale in tutta la sua interezza. Dopo un mese, dalla maggior parte dei videogiochi giapponesi sparirono le caratteristiche inerenti ai gacha, anche se alcuni di questi ne modificarono qualche caratteristica aggirando le regole.
A causa delle somiglianze al gioco d'azzardo, il meccanismo è andato sotto esame da parte di molti Paesi, richiedendo non di rado agli sviluppatori di rendere pubbliche le possibilità di ricevere determinati oggetti. Molti giocatori secondo un sondaggio riservano rimorso dopo aver eseguito un acquisto con la valuta reale. Infatti, questo tipo di giochi è soggetto alle critiche dei giocatori, affermando che bisogna spendere un'eccessiva quantità di denaro per ottenere ciò che si vuole. Persino il modo in cui vengono presentati i premi appena ricevuti dai gacha sono stati oggetto di discussione.